# كارل أوربان
كارل هينز أوربان (بالإنجليزية: Karl-Heinz Urban)‏ ممثل سينمائي نيوزلاندي ولد في 7 يونيو 1972. يعرف بأدائه لدور (Billy Butcher) في الرفاق و «أومير» Éomer في الجزئين الثاني والثالث لثلاثية بيتر جاكسون لورد أوف ذا رينغز، كذلك في دور القاتل المأجور الروسي في فيلم The Bourne Supremacy وكذلك الدور الرئيسي في فيلم مغامرات الفايكينغ Pathfinder وفيلم Doom وهو فيلم رعب / خيال علمي من إنتاج 2005.

## الأعمال
- سيد الخواتم: البرجان
- سيد الخواتم: عودة الملك
- سيادة بورن
- هلاك
- ستار تريك
- وقريبا الظلام
- ريد
- ستار تريك إلى الظلام
- ريديك
- المشي مع الديناصورات
- ذا لوفت

## وصلات خارجية
- كارل أوربان على موقع IMDb (الإنجليزية)
- كارل أوربان على موقع روتن توميتوز (الإنجليزية)
- كارل أوربان على موقع ألو سيني (الفرنسية)
- كارل أوربان على موقع تيرنر كلاسيك موفيز (الإنجليزية)
- كارل أوربان على موقع أول موفي (الإنجليزية)
- كارل أوربان على موقع بوكس أوفيس موجو (الإنجليزية)
- كارل أوربان على موقع قاعدة بيانات الأفلام السويدية (السويدية)
- كارل أوربان على موقع إن إن دي بي (الإنجليزية)
- كارل أوربان على موقع قاعدة بيانات الفيلم (الإنجليزية)
- كارل أوربان على موقع كينوبويسك (الروسية)